# Gråkoltarna

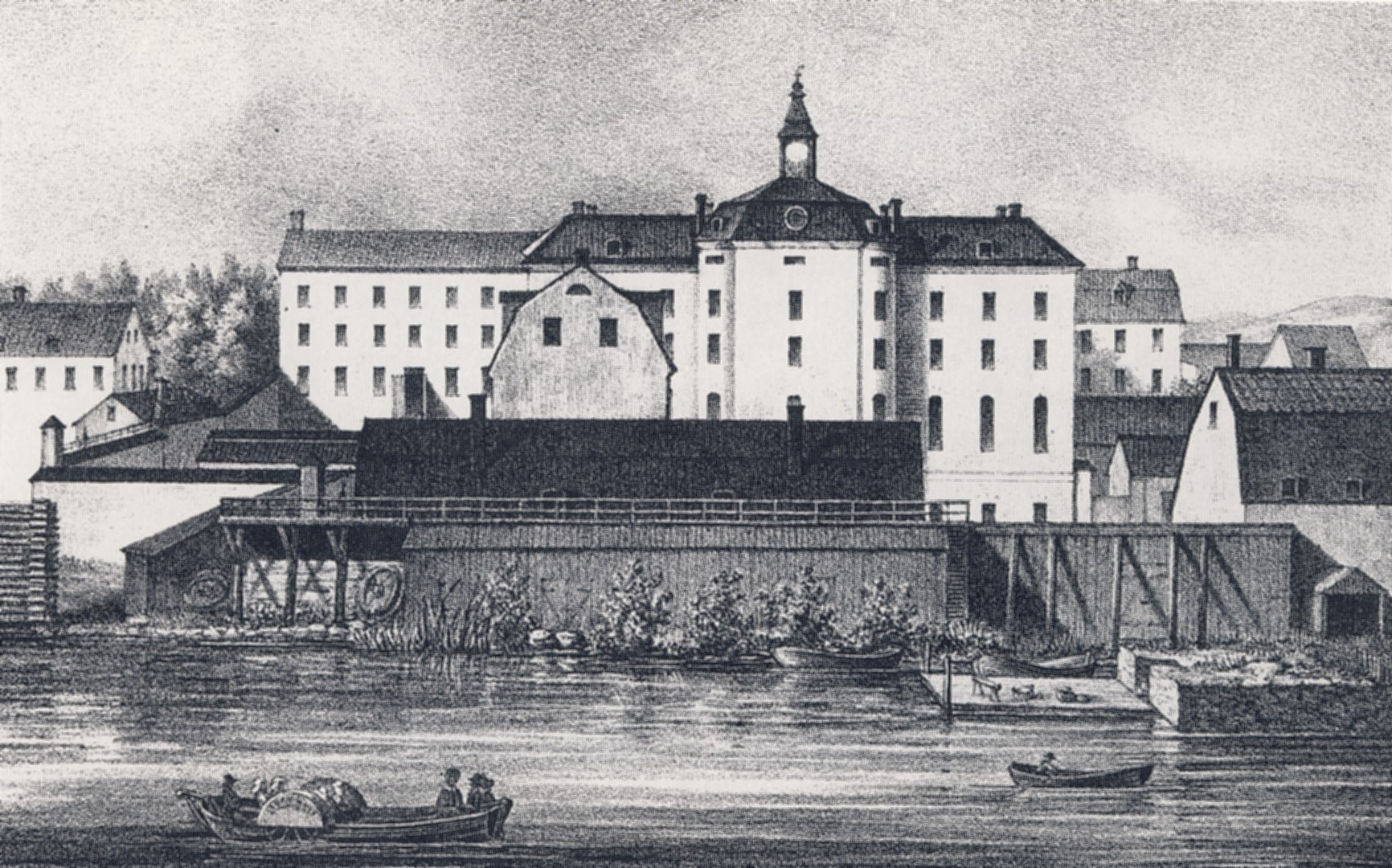
Kvinnofängelset (spinnhuset) på Långholmen i Stockholm, där några av Gråkoltarna satt fängslade en tid.

Gråkoltarna var en så kallad "mystisk-apokalyptisk sekt" i 1730-talets Stockholm. De hörde till radikalpietisternas skara, och samlades i Anna Maria van den Aveelens våning på Södermalm i Stockholm. 

## Bakgrund
Maria var änka efter konstnären Johannes van den Aveelen, som bidrog med många av bilderna i Erik Dahlberghs berömda planschverk "Suecia antiqua et hodierna". Paret var inflyttade holländare och alltså inte lutheraner utan reformerta, vilket antas ha bidragit till att de drogs till pietismen. Tillsammans med Maria samlades till att börja med några yngre kvinnor till bön och bibelläsning, vartefter fler och fler anslöt sig, bland annat radikalpietismens ledargestalt Sven Rosén. Under bönerna förekom syner och uppenbarelser om yttersta tiden.

## Lära
Gråkoltarna såg det då växande välståndet särskilt i Stockholm som syndigt. De trodde på syner och drömmar och uppenbarelser och trodde på världens snara undergång. De ansåg att allt utom bön och andaktsliv var syndigt, även arbetet, utom det mest nödvändiga och det de hade fått som befallning av Gud. En del valde att leva i celibat. 
Rörelsen, vars inre krets också tillämpade egendomsgemenskap, blev känd utöver landet och fick anhängare här och där. Nathan Odenvik skriver i sin bok om Thomas Leopold, att Leopold som då studerade i Lund, tiden före sin fångenskap bar en dräkt som troligen var inspirerad av gråkoltarrörelsen i Stockholm.

## Aktivitet
I församlingen ingick båda kön. Bland dess medlemmar fanns studenten Sven Rosen, som senare skulle bli ledare inom en annan gren av pietismen; män av familjerna Grundelstierna, von Strokirch och Bryntzenius, pigor och soldathustrur. Rosen och fyra kvinnor bodde hos Aveelen. 
Eftersom man upplevde att tiden var kort före Jesu tillkommelse, började man bära enkla dräkter, dels av ren helgelselängtan, men också som ett väckelsetecken till Stockholms folk. Det sågs också som en botgörardräkt. Därav namnet "gråkoltarna". Sven Rosén, som dittills burit peruk och värja och silverspännen på skorna, vilket var lite halvlyxigt på den tiden, lade nu bort detta och antog liksom de övriga den enkla dräkten. "Enkel dräkt" bestod också i att inte ha metallknappar i rocken, vilket på den tiden var ett tecken på flärd.
Gråkoltarna började dra till sig uppmärksamhet på Stockholms gator under år 1731. De bedrev välgörenhet mot de fattiga. Bland annat sålde de sina gamla kläder och delade ut pengarna. 

## Rättsprocess
Gråkoltarna var illa sedda av myndigheterna, särskilt av kyrkan, för att sprida irrläror och bryta mot lydnaden mot auktoriteter. Det förekom oroligheter utanför Aveelens hus. Kyrkoherden i Maria församling rapporterade i juli 1731 till konsistoriet att andra konventiklar än hos Aveelen hade hållits, varpå konsistoriet anmälde saken till Södermalms kämnärsrätt. 
Vid arresteringen häktades nio kvinnor och en man vid namn Lexelius: de andra hade flytt. Anna Maria van den Aveelen avvisade anklagelserna med förklaringen att samlingarna var vanliga husandakter, där även gäster hade deltagit, och anhöll om att få undervisas i hur hon kunde ha brutit mot kyrkans bud. Hon bötfälldes. Britta Lexelius ålades att delta i Aveelens undervisning, och hon och hennes man nämns inte mer. 
Flera av de ledande medlemmarna blev dock dömda till fängelse. Anna Gustafsdotter förklarade att hon vägrade tillbe prästerna och underkasta sig någon annan än Gud, och hon och två andra kvinnor dömdes till Spinnhuset för lösdriveri, där de också skulle undervisas i religion. 
På Spinnhuset vägrade dock de tre kvinnorna arbeta, gå i kyrkan, konvertera och äta. Maria Eriksdotter och soldathustrun Elisabet Forsman vid Långholmstullen blev anhållna och dömdes även de till Spinnhuset för lösdriveri och förargelseväckande beteende med sina ovanliga kläder och beteende. Fångarna ställde till stor oro genom sitt passiva motstånd, motiverat med att Gud inte hade gett dem tillstånd att arbeta. Tortyr föreslogs, men avvisades i fruktan att skapa martyrer och motsattes av hovrättsrådet Hans Olivecrona. 
Några av dem omplacerades till södra stadshuset och andra till rådstugan vid Stortorget. De i rådstugan satt fängslade i mörker i celler utan ljus och uppvärmning. Men efter några hårda år i fångenskapen hade de brutits ned fysiskt och psykiskt, och gick en efter en med på att återvända till den officiella kyrktron. Dessförinnan hade en av systrarna, Klara Tomasdotter, dött i fångenskapen.
År 1736 blev Maria Eriksdotter gravid med en före detta trosfrände, och släpptes sedan hon omvänt sig och fått tillstånd att gifta sig. Efter detta omvände sig slutligen Elisabet Forsman, frigavs och återvände till maken, följd av två andra. Anna Gustafsdotter blev 1738 den sista som gav upp, omvände sig och frigavs.